# Пасіка (Колпашевський район)
Па́сіка (рос. Пасека) — присілок у складі Колпашевського району Томської області, Росія. Входить до складу Інкінського сільського поселення.

## Населення
Населення — 213 осіб (2010; 196 у 2002).
Національний склад (станом на 2002 рік):
- росіяни — 94 %